# Blu-ray Disc
Blu-ray disk (imenovan tudi BD) je namenjen shranjevanju večje količine podatkov in visoko ločljivih videov (HD = high-definition video).
Disk je poimenovan po modrem žarku laserja za zapisovanje in branje tega diska. Fizična velikost medija je enaka CD ali DVD mediju. Zaradi krajše valovne dolžine modre svetlobe (405 nanometrov) ima 10x kapaciteto DVD medija. Nanj je možno zapisati 25GB podatkov, oziroma 50GB pri dvoslojnem zapisu (v laboratorijih so razvili že tudi štiri in več slojni zapis, ki ima ustrezno višjo kapaciteto). Primeren je za shranjevanje podatkov, predvsem pa za zapis slike in zvoka visoke resolucije. Razvili so ga v skupini Blu-ray Disc Association, v kateri so združeni proizvajalci elektronike, računalniške opreme in filmske industrije. Blu-ray je 19.2.2008 zmagal v vojni formatov visoke resolucije z HD DVD - njegova kapaciteta v enoslojni verziji je 15 GB, v dvoslojni pa 30 GB.
Ena prvih komercialnih uporab Blu-ray predvajalnika je v PlayStation 3.

### Tabela velikost Blu-ray diska
| Fizična velikost   | Enoplastna kapaciteta | Dvoplastna kapaciteta |
| ------------------ | --------------------- | --------------------- |
| 12 cm, enostranski | 25 GB                 | 50 GB                 |
| 12 cm, dvostranski | 50 GB                 | 100 GB                |